# Пол Серюзие
Пол Серюзие (на френски: Paul Sérusier) е френски художник. Като ученик на Пол Гоген е участник в създаването на групата на символизма в изкуството, известна като набизъм.

## Биография
Роден е на 9 ноември 1864 г. в Париж. След следването си по философия през 1886 г. Пол Серюзие постъпва в Академия „Жулиан“ в Париж. През 1888 г. посещава Пол Гоген в Понт Авен. След тази среща той създава една малка, нарисувана върху капака на дървена кутия от пури рисунка, която трябва да се превърне в програмна за групата „Екол дьо Понт-Авен“ (на френски: École de Pont-Aven). Картината с размери 27 cm × 21.5 cm става отправна точка и икона за групата художници набисти и по-късно клоазонизма.
По-късно той преподава в „Академия Рансон“. На 22 февруари 1912 г. той се жени за една от ученичките си, които среща в тази академия, Маргьорит Габриел-Клод, като художничка по-известна под името Маргьорит Серюзие, на която Морис Дени предлага като сватбен подарък своята картина „Прощението на Гидел“, маслена живопис върху платно, нарисувана през 1904 г.
През 1921 г. издава книгата си „АБВ на рисуването“кратък трактат, в който развива своите разбирания за изкуството. На практика дневник на всички негови естетически търсения.
През май 1927 г. списание L'Art et les Artistes публикува дълга статия от Шарл Шасе, посветена на неговото творчество.
Пол Серюзие умира на 7 октомври 1927 г. внезапно поразен от сърдечен удар на улица в Морле, департамент Финистер, тръгнал да посети хоспитализираната си съпруга. Смъртта му остава почти незабелязана: регионалният вестник La Dépêche de Brest et de l'Ouest пише само в раздела „гражданско състояние“ на град Морле: „Смърт: Луи Серюзие, 62 години (Шато)“. По това време той е неизвестен на широката общественост.
Погребан е в гробището „Сен Шарл“ в Морле. По инициатива на негови приятели на гробницата му е издигната надгробна стела, проектирана от Морис Дени и увенчана с бронзов бюст на Серюзие от Жорж Лакомб.

## Галерия
- Талисманът, 1888, Музей Орсе, Париж
- Бретонка на път към мястото на пране, 1890, Нова пинакотека, Мюнхен
- L’averse, 1893
- Ève Bretonne ou Mélancolie, 1914
- Пол Гоген, Бретан, Париж, частна колекция